# Maria Hagleitner
Maria Hagleitner (* 24. September 1907 in Bregenz; † 2. November 1997 in Innsbruck) war eine österreichische Politikerin (SPÖ) und Hausfrau. Sie war von 1960 bis 1961 Abgeordnete zum Österreichischen Nationalrat und von 1961 bis 1972 Mitglied des Bundesrates.
Hagleitner besuchte nach der Volksschule eine Hauptschule und erlernte den Beruf der Schneiderin. In der Folge war sie als Schneiderin und Hausfrau tätig. Politisch engagierte sie sich ab 1923 als Mitglied der Sozialdemokratischen Partei. Sie wurde nach 1945 Mitglied des Parteivorstandes der SPÖ Tirol und vertrat die SPÖ von 1951 bis 1960 im Innsbrucker Gemeinderat. Des Weiteren war sie vom 1. Juli 1960 bis zum 6. November 1961 Abgeordnete zum Nationalrat und vom 7. November 1961 bis zum 24. November 1972 Mitglied des Bundesrates. Zudem fungierte sie als Vorsitzende des Frauenkomitees der SPÖ Tirol.

## Auszeichnungen
- 1970: Großes Silbernes Ehrenzeichen für Verdienste um die Republik Österreich[1]
- 1980: Ehrenring der Stadt Innsbruck